# Geschützter Landschaftsbestandteil Elsebachgrund

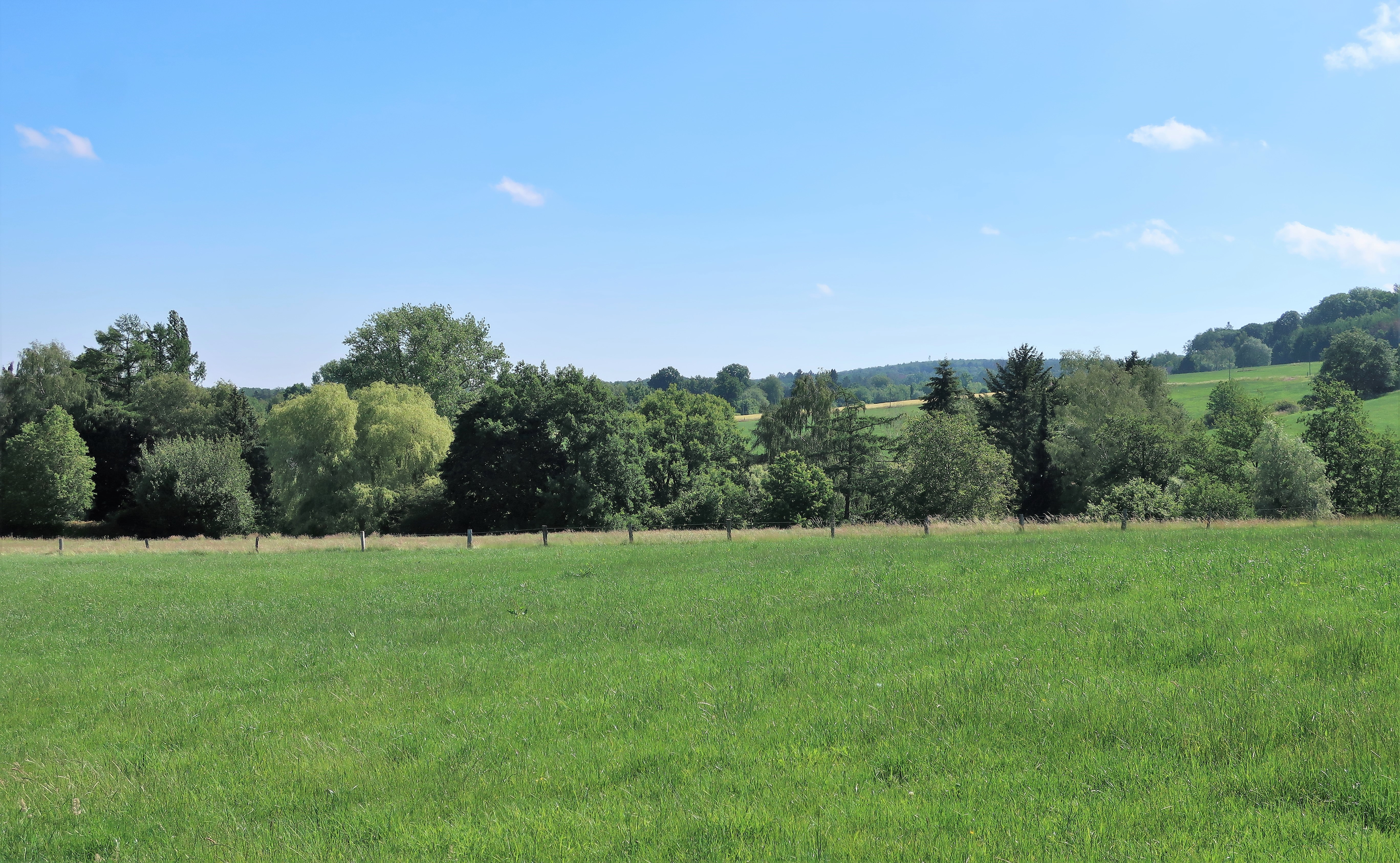
Geschützter Landschaftsbestandteil Elsebachgrund

Der Geschützte Landschaftsbestandteil Elsebachgrund mit einer Flächengröße von 1,96 ha befindet sich in Hagen-Berchum südlich von Tiefendorf auf dem Gebiet der kreisfreien Stadt Hagen in Nordrhein-Westfalen. Der LB wurde 1994 mit dem Landschaftsplan der Stadt Hagen vom Stadtrat von Hagen ausgewiesen.

## Beschreibung
Beschreibung laut Landschaftsplan: „Es handelt sich um eine Feuchtweide, die vom Elsebach durchflossen wird. Am nördlichen Ende befinden sich Kopfweiden, im Süden befindet sich ein Erlenbestand.“

## Schutzzweck
Laut Landschaftsplan erfolgte die Ausweisung insbesondere: 
- „zur Sicherung der Leistungsfähigkeit des Naturhaushalts durch Erhalt eines Lebensraumes für die charakteristischen Tier- und Pflanzenarten der Fließgewässer, Sumpfzonen und Feuchtwiesen bzw. -weiden.“[1]